# حوض تاريم

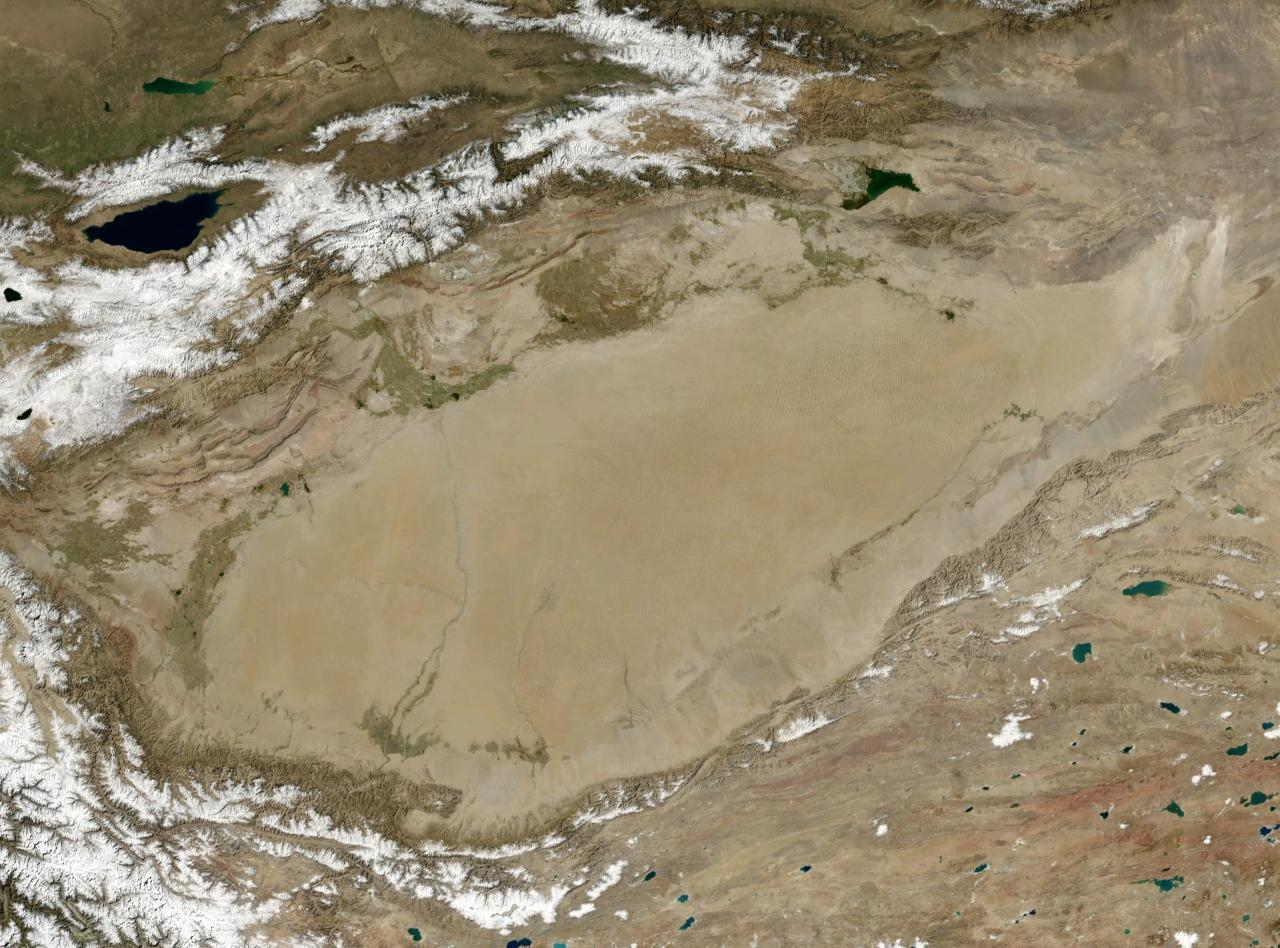
صورة بالأقمار الصناعية لحوض تاريم

حوض تاريم (بالصينية: 南疆) هو حوض صحراوي واسع عديم الصرف مساحته 906 ألف كم2. يقع في غرب الصين وتحيط به الجبال حيث سلسلة جبال تيان شان من الشمال و جبال كونلون من الجنوب والتي تقع في الطرف الشمالي من هضبة التبت. تنتشر في وسط الحوض رمال صحراء تكلامكان التي أسهمت في تكوينها المجروفات المائية والقاعدة الصخرية الغرانيتية القديمة.

## المناخ
مناخ الحوض جاف وقاري جداً، بل إنَّه أكثر صحاري آسيا المركزية جفافاً وقسوة، وذلك لموقعها البعيد عن المحيطات، لأنه محاط بإطار جبلي عال يحجب عنها الرياح القريبة الأطلسية الرطبة والجنوبية المحيطية الهندية المصدر، كما أن الحوض يتأثر شتاءً بالكتل الهوائية الباردة الجافة السيبيرية المنغولية، لذا تسيطر عليها في الشتاء الرياح الشمالية والشرقية، بينما تتحول الضغوط العالية الشتوية إلى منخفضة صيفاً، وتهب رياح غربية وجنوبية غربية، تحمل معها كميات الهطل الأساسية القليلة في الصحراء، كذلك تهب على الحوض رياح محلية قرب الجبال ذات اتجاهات مختلفة.
الظروف الحرارية قاسية، فالشتاء بارد كثيراً (وسطياً 6-10درجات مئوية)، وقد تنخفض الحرارة إلى (-20 و-30 درجة مئوية)، بينما الصيف حار (وسطياً 25-28 درجة مئوية) وأعظمياً (40-43 درجة مئوية). لا يزيد الهطل عادة على 70مم، وكثيراً ما يقل عن (40-50 مم). ويتميز الحوض بكثافة الزوابع الرملية فيه، إذ قد تستمر أسابيع وأشهر.

## المياه

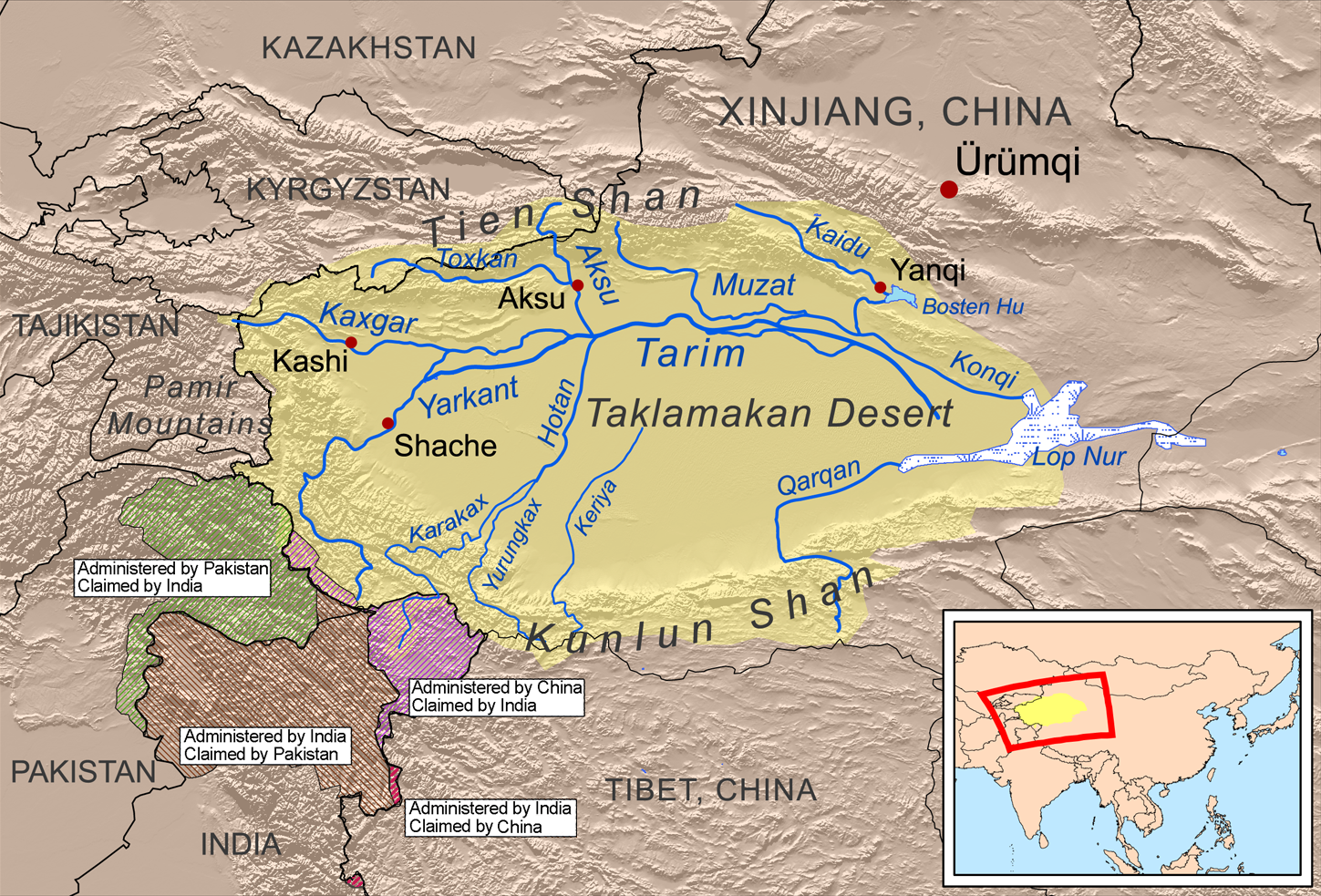
حوض تاريم

يصب في الحوض ومن الجبال المحيطة به أنهار وجداول كثيرة، ويزيد عددها على 50 نهراً، وبما أن الحفرة مغلقة وتميل شرقاً، لذا فإن أكثر المياه تذهب شرقاً إلى منخفض بحيرة لوبنور الواسع، حيث أكبر بحيرات المنخفض. من أهم الأنهار: نهر ياركند Yarkend وقيزيل صو وأغ صو، وجميعها تكوِّن باجتماعها أكبر أنهار الحوض، أي نهر تاريم، وتتغذى جميع الأنهار بالمياه الذائبة الجليدية والثلجية وبمياه الهطل وكذلك بالمياه الباطنية. يصل طول نهر تاريم إلى 2,000 كم وفيضاناته صيفية، ويصل صبيبه الصيفي إلى (1200-1500م3/ثا) وأحياناً إلى 2,400 م3/ثا، أما في الشح الشتوي فيهبط الصبيب إلى (40-50م3/ثا)، وتتجمد مياه النهر في الشتاء كذلك الروافد. تكثر في المنخفض البحيرات، لتشعب الأنهار وسيطرة السهول تضريسياً، ونجد إلى الجنوب من مجرى تاريم سلاسل متوالية من البحيرات الطولية المحصورة بين الكثبان الرملية والتي تتغذى بالمياه الباطنية. وهذه البحيرات كثيرة وأغلبها ضحل صغير، ومن أهمها بحيرة لوبنور Lobnor التي تصل مساحتها إلى 3000كم2 صيفاً وأقل من ذلك شتاءً وتتجمد مياهها شتاءً. أما المياه الباطنية فغزيرة وتكاد تظهر على السطح في كثير من الأماكن بسبب كثرة المياه الصابة في المنخفض.

## التربة
المناخ جاف شديد القارية، لذا فالترب جفافية قليلة التطور غالباً، وأفضلها البنية ـ الرمادية المتكونة فوق تراكمات اللوس، وتتمركز هذه التربة عند هوامش الجبال وفي الأودية النهرية، وأما في أواسط المنخفض حيث الرمال، فتكثر الترب المالحة والمرجية والمستنقعية إضافة إلى ترب الواحات المتباعدة.

## النبات
النباتات قليلة الأنواع (120نوعاً)، منها (20-25) نوعاً محلي الموطن، وتتصف مناطق الرمال المتحركة والحصوية الحجرية بفقرها بالنبات، بينما هي أكثر في الرمال غير المتحركة وكثيفة في المنخفضات الغنية بالمياه الباطنية والسطحية. ويمكن أن نميز المجموعات النباتية التالية: وسط الأشجار والشجيرات نصادف الحور واللوخ وشجيرات الأثل والملّيح والنيتون، ومن الحشائش القصب والزل والعاقول وأنواع أخرى.